# Cilinderlager

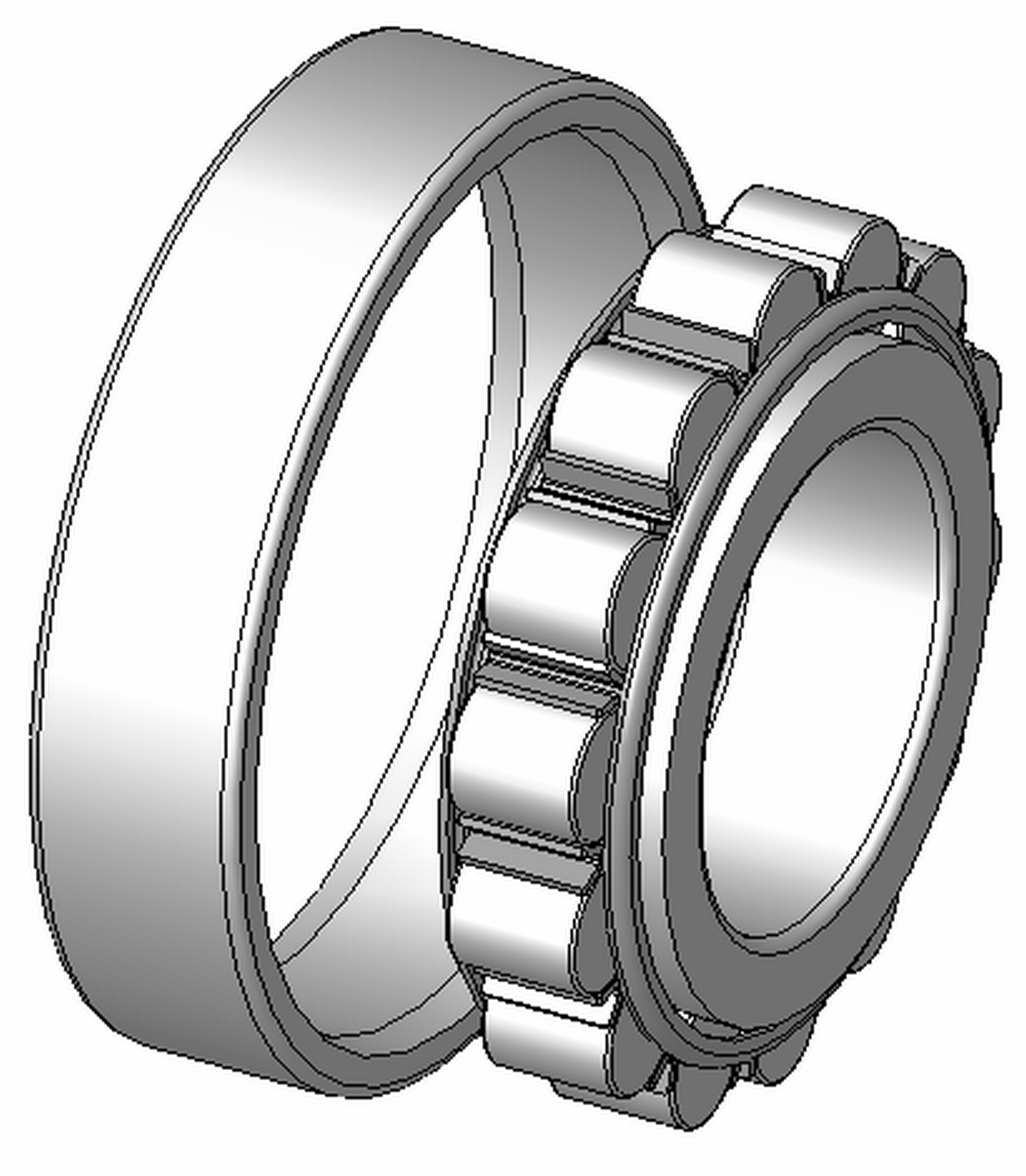
Cilinderlager

Een cilinderlager is een rollend lager waarbij de wrijving wordt verminderd door het gebruik van cilinders als rollichamen.
De rollen worden geleid door vaste spoorkragen aan een van de lagerringen. De lagerring met de spoorkragen en de rollenset kan van de andere ring worden afgeschoven. Hierdoor is de montage eenvoudiger (vooral als het lager zowel aan de as als aan de boring met een vaste passing moet worden gemonteerd)
Een cilinderlager is bestand tegen een (beperkte) axiale verplaatsing.
Cilinderlagers hebben een hoog radiaal draagvermogen en zijn in staat te roteren met hoge toerentallen. Cilinderlagers kunnen over het algemeen een grotere belasting opnemen dan kogellagers met gelijke afmetingen, door het grotere contactoppervlak.
Volrollige cilinderlagers bevatten een zo groot mogelijk aantal rollen. Tweerijige cilinderlagers bestaan uit twee rijen cilinders.

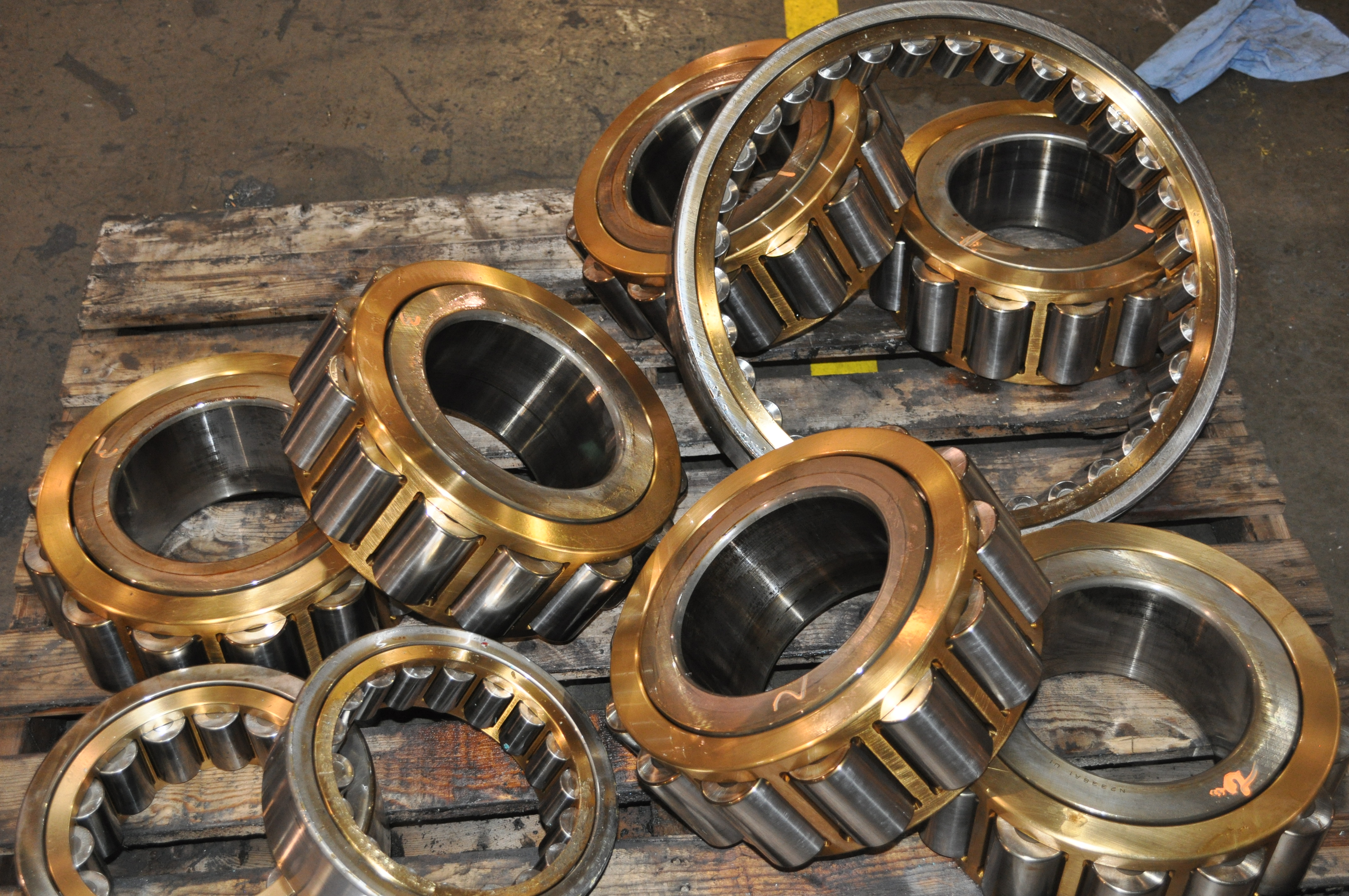
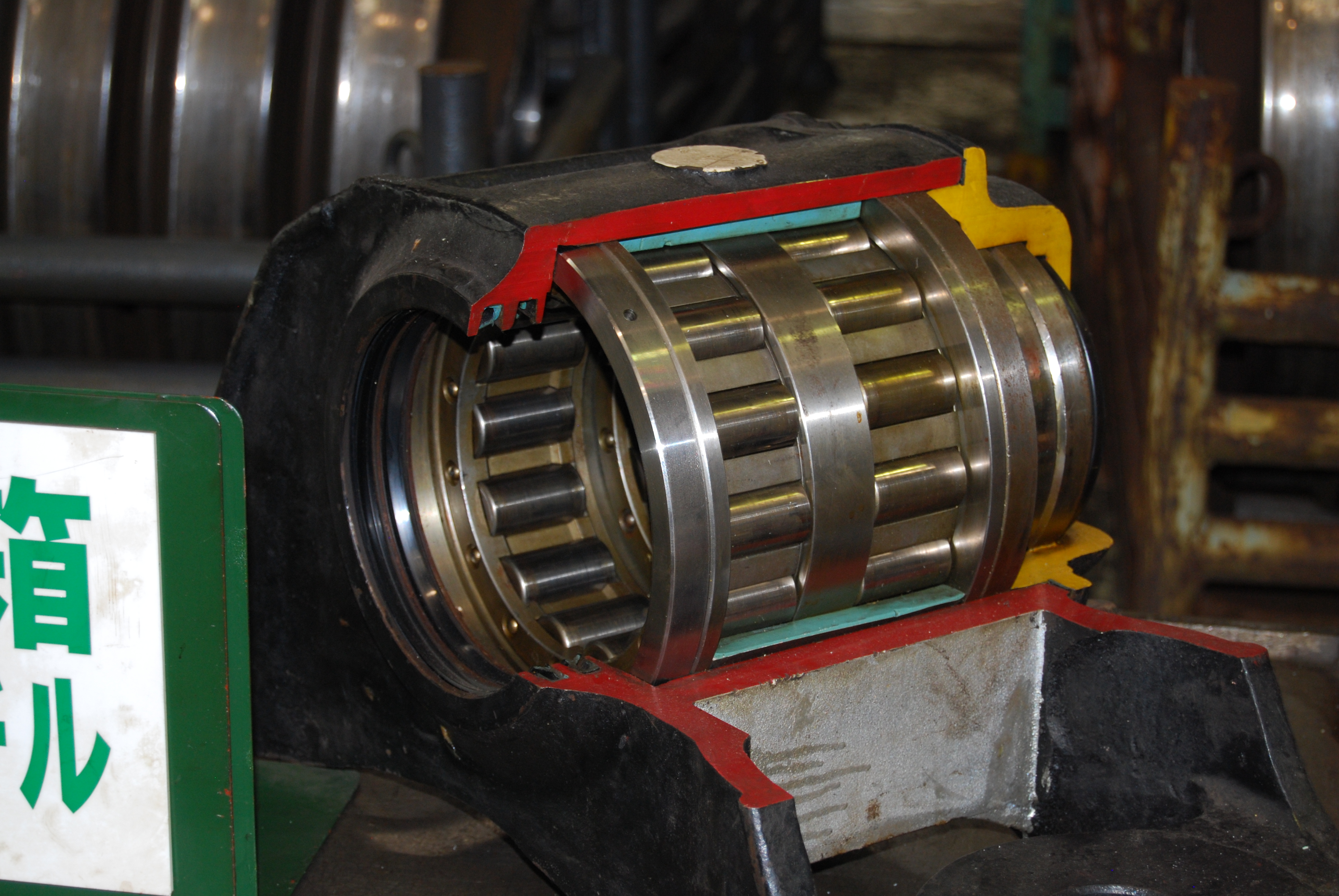
Tweerijige cilinderlager
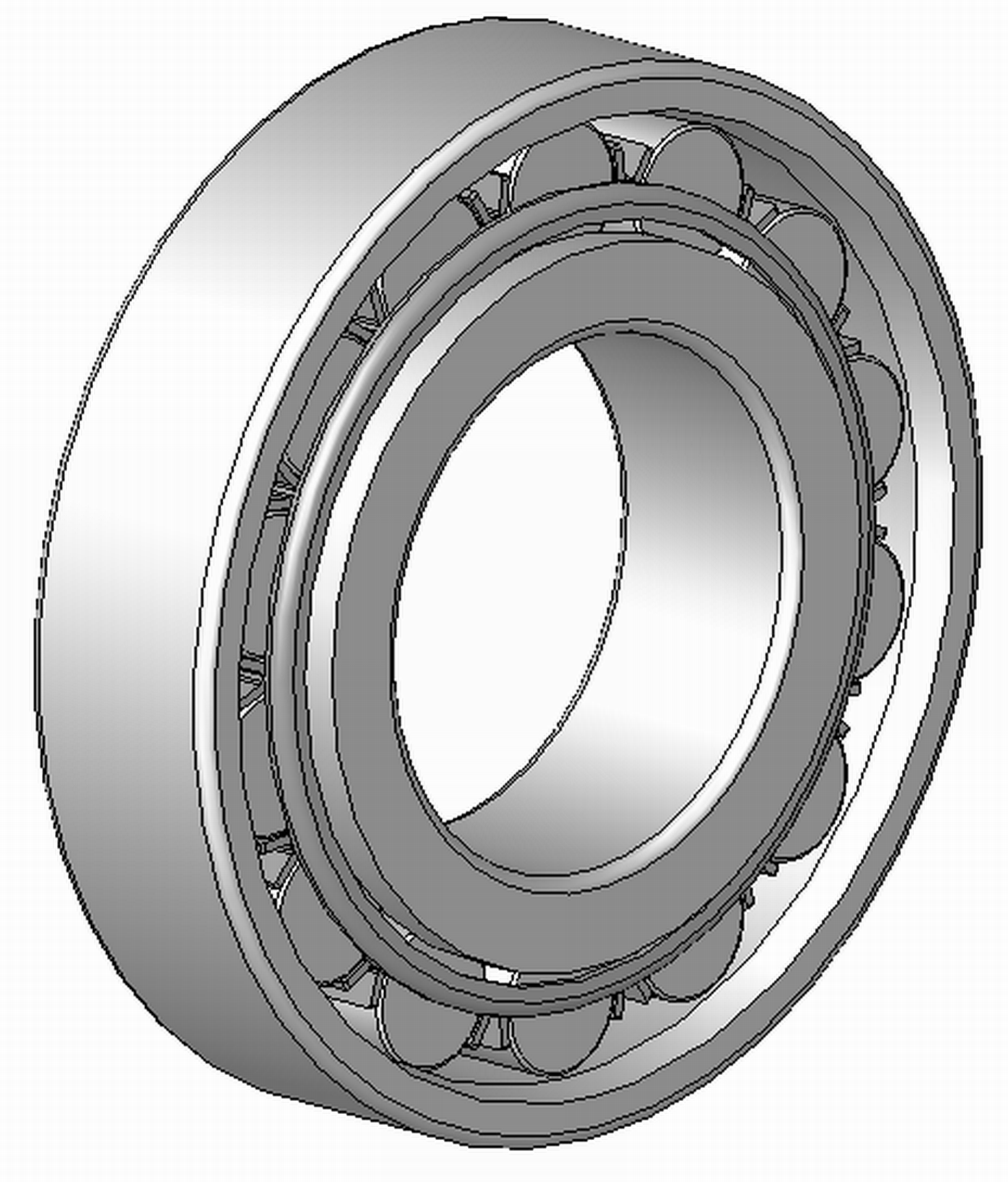
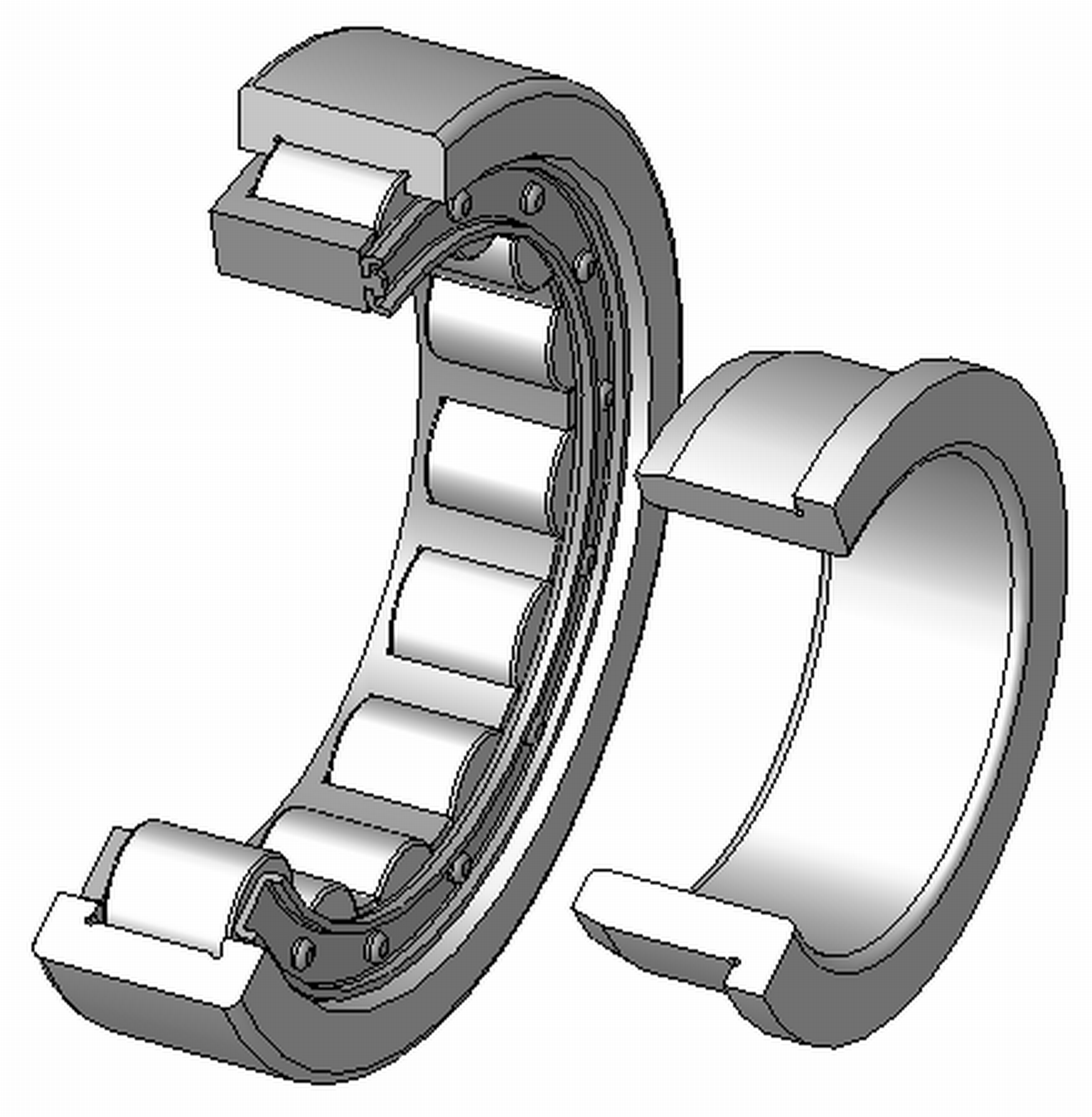
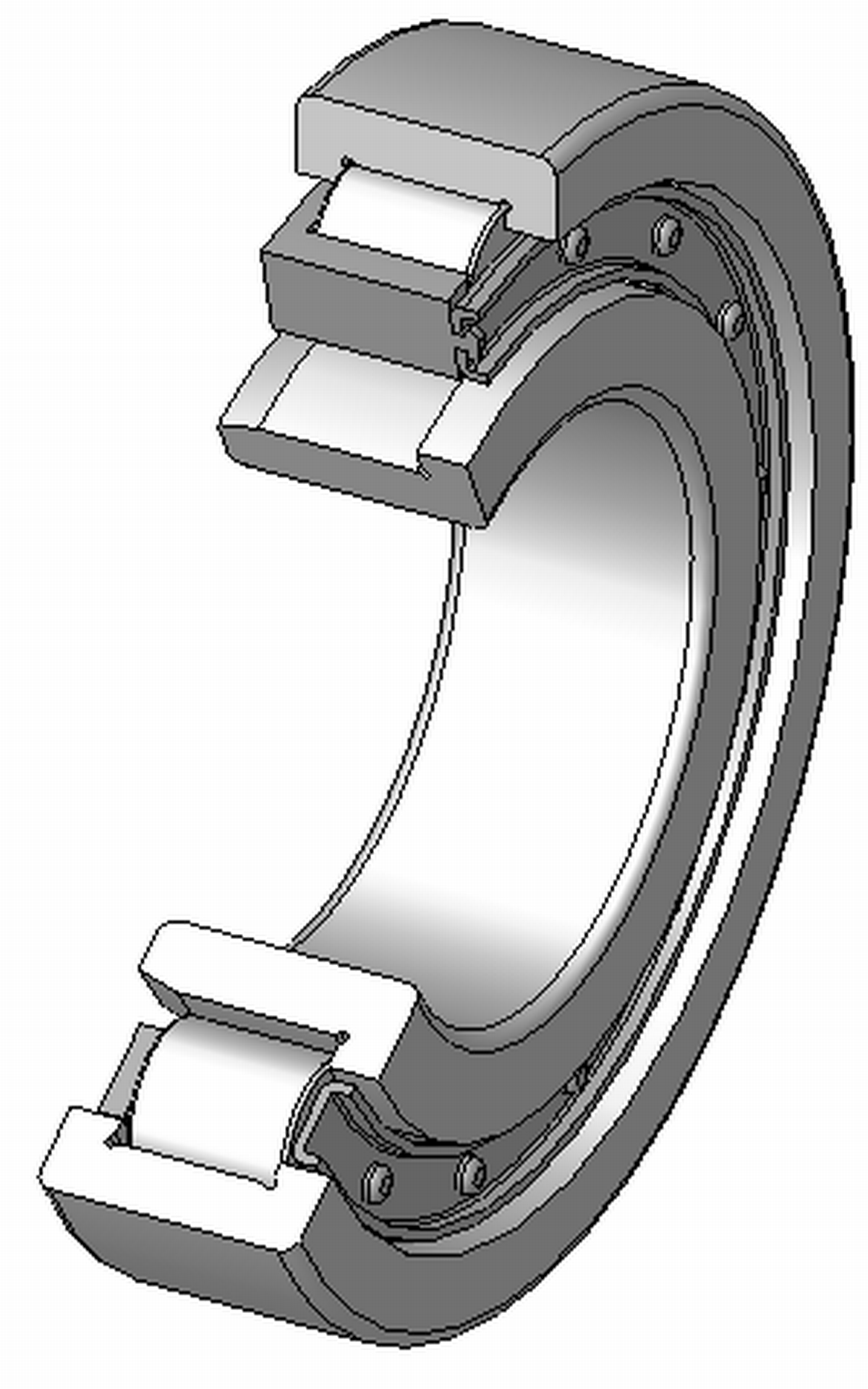
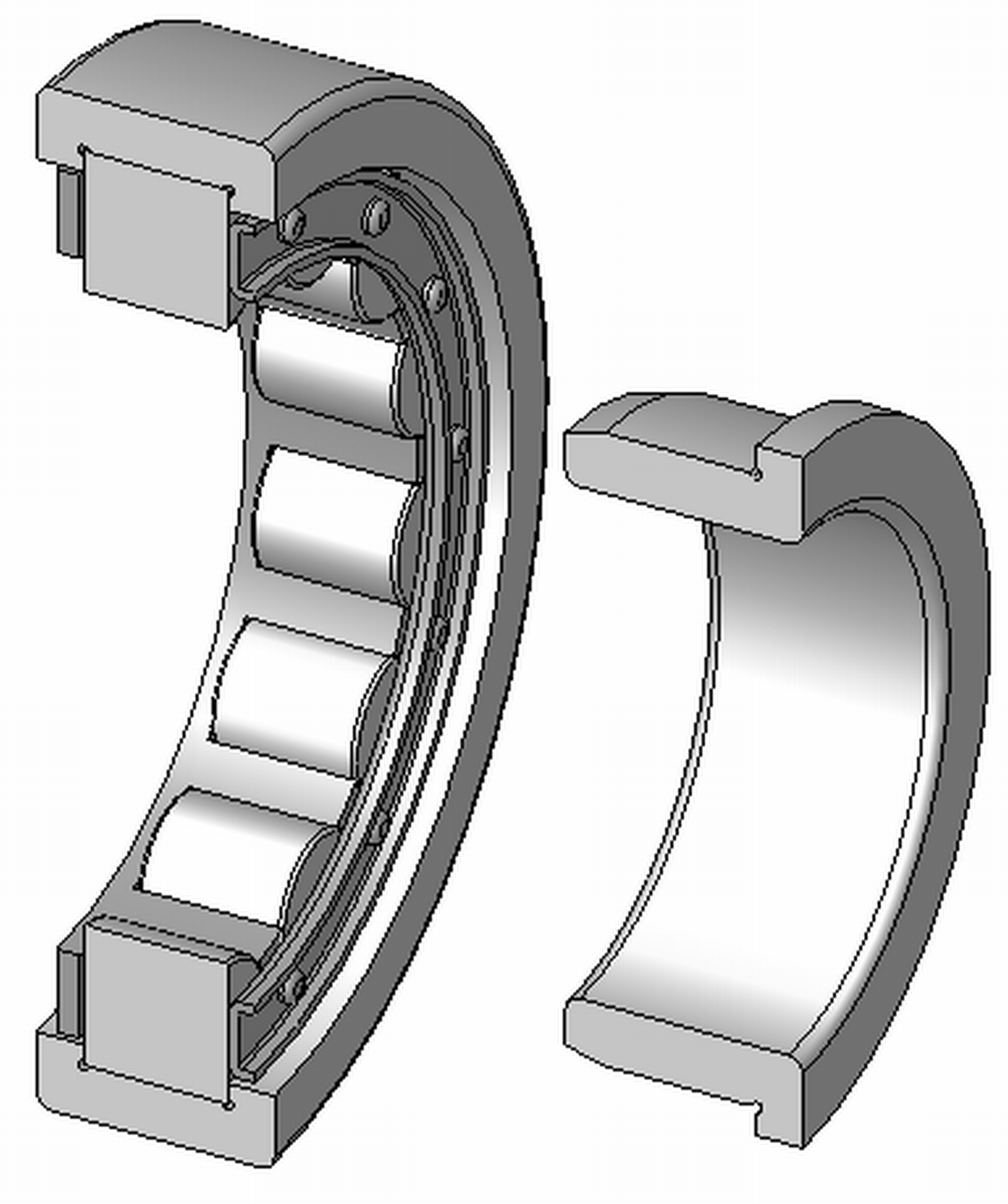
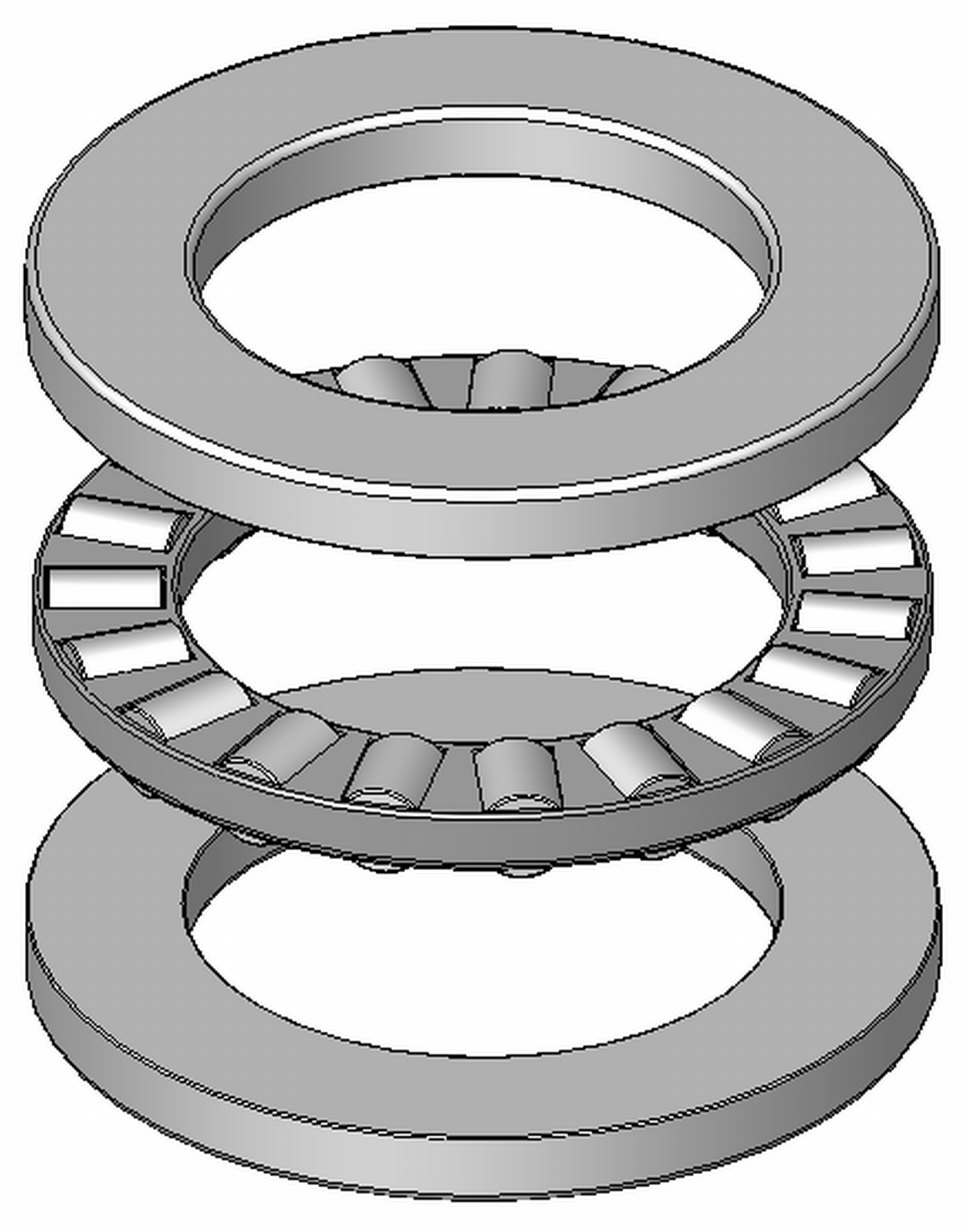
Cilindrisch axiaallager